# Le Mesnil-Robert
Le Mesnil-Robert är en kommun i departementet Calvados i regionen Normandie i norra Frankrike. Kommunen ligger i kantonen Saint-Sever-Calvados som ligger i arrondissementet Vire. År 2022 hade Le Mesnil-Robert 184 invånare.

## Befolkningsutveckling
Antalet invånare i kommunen Le Mesnil-Robert
Referens:INSEE